# Dongfeng eπ 007
Dongfeng eπ 007 (також відомий як Yipai F7 і Dongfeng Ace 007) — повнорозмірний ліфтбек із розширеним запасом ходу, що випускається китайським виробником автомобілів Dongfeng Motor Corporation під суббрендом Dongfeng eπ. Це перший продукт суббренду eπ, який був запущений у березні 2024 року. Акумулятори для eπ 007 постачаються компанією United Auto Battery System (UABS), спільним підприємством SAIC і CATL. 

## Огляд
Dongfeng eπ 007 — це електричний ліфтбек з коефіцієнтом лобового опору 0,209 Cd з опціональними дверима-ножицями та електричним заднім антикрилом. Інтер’єр оснащений інформаційно-розважальною системою на базі чіпа Qualcomm Snapdragon 8155, а також 8,8-дюймовою РК-панеллю, що перекидається, і 15,6-дюймовим центральним екраном керування всередині. 
Dongfeng eπ 007 доступний як задньопривідна модель початкового рівня 200Pro EREV з батареєю ємністю 28,39 кВт/год із запасом ходу 200 км на електриці та повним запасом ходу 1200 км, а також заднім електродвигуном із потужністю 160 кВт та 310 Нм з розгоном від 0 до 100 км/год за 7,2 с. Для повністю електричних версій комплектація 530Pro з акумулятором ємністю 56,83 кВт/год забезпечує запас ходу 530 км і електродвигун потужністю 160 кВт і 310 Нм із часом розгону від 0 до 100 км/год за 6,8 с. Комплектація 620Pro з батареєю ємністю 70,26 кВт/год для запасу ходу 620 км і електродвигуном потужністю 200 кВт і 320 Нм з часом розгону від 0 до 100 км/год 5,8 с. Верхня комплектація моделі 540AWD Max оснащена такою ж батареєю ємністю 70,26 кВт/год і двома електродвигунами, що виробляють сукупну потужність 400 кВт і 640 Нм, здатні розганятися від 0 до 100 км/год за 3,9 секунди та запас ходу 540 км.

## Продажі в Європі
Білорусь стала першою країною-експортером, де почалися продажі eπ007. Офіційна прем'єра ліфтбека відбулася в Мінську 2 жовтня 2024 року, одразу після чого автомобілі стали доступними для замовлення. Влітку того ж року eπ007 презентували в Іспанії, Нідерландах, Швейцарії та Італії, але презентація полягала виключно в демонстрації автомобіля – у продаж він надійде до кінця року.

## Двигун
- 1.5 л I4 гібрид